# Akechi Mitsuhide
Akechi Mitsuhide (明智 光秀?   1528 - 2 de julio de 1582) fue un samurái japonés que vivió durante el Período Sengoku, conocido también bajo el apodo de Jūbei o   Koretō Hyūga no Kami (惟任日向守?). Fue un general bajo las órdenes del daimyō Oda Nobunaga, a quien después traicionó obligándolo a suicidarse según el ritual del seppuku.
Mitsuhide se rebeló contra Nobunaga por razones desconocidas en el Incidente de Honnō-ji en 1582, obligando al desprotegido Nobunaga a cometer seppuku en Kioto.
Mitsuhide intentó establecerse como shōgun, pero fue perseguido por el sucesor de Nobunaga, Toyotomi Hideyoshi, y derrotado en la Batalla de Yamazaki. El breve reinado de 13 días de Mitsuhide se menciona como la inspiración para la frase hecha del yojijukugo mikkatenka (三日天下, reinado de corta duración).
Sigue siendo popular en la cultura actual. Se celebró una actividad ceremonial el 15 de abril de 2018 en Kioto.

## Biografía

### Primeros años

Mon del clan akechi

Se cree que Akechi Mitsuhide nació el 10 de marzo de 1528 en el Castillo de Tahara, Provincia de Mino (actual Kani, Prefectura de Gifu). En el árbol genealógico del clan Akechi registrado en "Zoku Gunsho Ruiju" y "Mino no Kuni Shokki"; se dice que el clan Akechi, del que provenía Mitsuhide, descendía de una rama del clan Toki (que a su vez desciende del clan Seiwa Genji), el cual sirvió como shugo en la provincia de Mino durante más de 200 años desde la Restauración Kenmu, y ha producido varias docenas de ramas desde entonces. Sin embargo, no hay fuentes históricas primarias que respalden esta afirmación. Además, cuando Ashikaga Yoshiaki se encontraba en la provincia de Echizen, Mitsuhide sirvió como soldado de infantería (compuesto por aquellos que no eran vasallos directos del Shogun) que reclutaron durante la época de Ashikaga Yoshiteru. Esto generó dudas entre los historiadores de que no fuera de la línea principal del clan Akechi del clan Toki, que figuraba en el hokoshu, un rango superior al de los soldados de infantería. Su padre figura como Akechi Mitsutsuna en varias genealogías del período Edo. Además, el historiador Kobayashi Masanobu afirmó que el nombre de Mitsusuna, padre de Mitsuhide, no se puede encontrar en los documentos históricos del clan Akechi de la rama Toki. Por lo tanto, Tadachika Kuwata sospechó que provenía de una rama inferior del clan Akechi, no de la rama principal.
Se rumorea que Mitsuhide era un amigo de la infancia o primo de Nōhime. Se cree que fue criado para ser general entre 10.000 por Saitō Dōsan y el clan Toki durante su gobernación de la provincia de Mino. Cuando el hijo de Dōsan, Saitō Yoshitatsu, se rebeló contra su padre en 1556, Mitsuhide se puso del lado de Dōsan.

### Servicio bajo el shogunato Ashikaga
Mitsuhide comenzó a servir al "shōgun errante" Ashikaga Yoshiaki como uno de sus guardianes bajo el mando de Hosokawa Fujitaka. El shōgun Ashikaga Yoshiaki le pidió a Asakura Yoshikage que fuera su protector oficial, una oferta que Yoshikage rechazó. Más tarde, Yoshiaki apeló a Mitsuhide, quien le sugirió a Oda Nobunaga en su lugar.
En 1567, después de que Nobunaga conquistara las provincias de Mino e Ise, Mitsuhide y Nobunaga y también Yoshiaki marcharon a través de la provincia de Omi hasta Kioto.
En noviembre de 1568, Nobunaga, Yoshiaki y Mitsuhide llegaron a Kioto, la capital de Japón. Más tarde, Nobunaga nombró a Yoshiaki como el siguiente shogun y convirtió el templo Honkoku-ji en un palacio temporal para los shogun.
El 21 de enero de 1569, el triunvirato del clan Miyoshi (Miyoshi Saninshu) atacó a Ashikaga Yoshiaki en el templo Honkoku-ji. En esta batalla, Mitsuhide y Hosokawa Fujitaka defendieron al shogun y rechazaron al clan Miyoshi. En abril, Mitsuhide trabajó junto con Kinoshita Hideyoshi (que más tarde cambió su apellido a Hashiba), Niwa Nagahide y Nakagawa Shigemasa, ya que se le encargó como magistrado gestionar los asuntos gubernamentales de Kioto y las áreas circundantes bajo el control de Oda Nobunaga.
El primer día de junio de 1570, en el asedio de Kanegasaki en la provincia de Echizen, Mitsuhide lideraba la retaguardia de las fuerzas de Oda cuando Nobunaga dio la orden de retirarse. Más tarde, en septiembre, durante el conflicto entre el clan Oda y las fuerzas de Saika Ikki, Mitsuhide fue asignado para proteger el castillo de Usayama con 300-400 soldados de guarnición bajo su mando.
En 1571, después del exitoso ataque al templo Ikkō-ikki Enryaku-ji, Mitsuhide recibió el área de Sakamoto y construyó el Castillo Sakamoto. Durante esta batalla, murieron unos 18 soldados del ejército de Akechi. Mitsuhide donó ofrendas de arroz al Templo Saigyo-ji para lamentar a los caídos. Una carta de donación de Mitsuhide permanece en el templo, y una de las 18 personas mencionadas en ella no era un samurái sino un chukan. Además, permanecen dos cartas de condolencias de Mitsuhide a sus vasallos que resultaron heridos en la batalla. En julio, después de que Yoshiaki fuera derrotado en la batalla del Castillo Makishima, se exilió y el Shogunato Muromachi fue prácticamente abolido. De este modo, muchos de los antiguos vasallos del shogunato, entre ellos Ise Sadaoki y otros miembros del clan Ise, y Suwa Morinao, entraron al servicio de Mitsuhide como vasallos.
En 1572, Mitsuhide continuó sirviendo al shogun Yoshiaki contribuyendo a la campaña en la provincia de Kawachi bajo el mando de Ashikaga Yoshiteru.

### Servicios bajo el mando de Oda Nobunaga

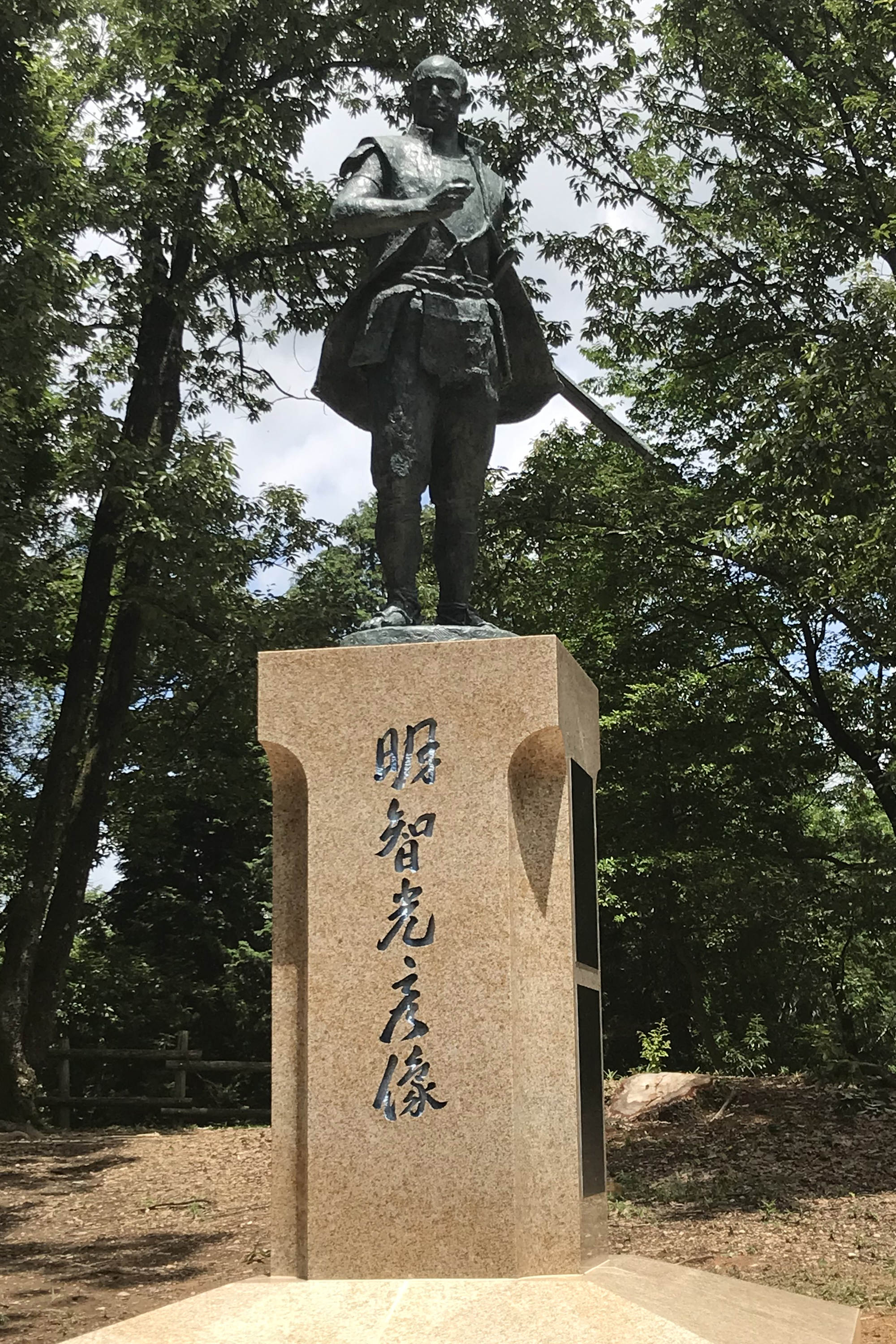
Estatua de bronce de Akechi Mitsuhide

En 1573, la relación entre Ashikaga Yoshiaki y Nobunaga empeoró cuando formó una coalición contra Nobunaga con Takeda Shingen en febrero. Mitsuhide se puso del lado de Nobunaga y participó en las batallas del castillo de Ishiyama y el castillo de Imakatata como vasallo directo de Nobunaga. Mitsuhide llevó a sus vasallos como Akechi Yahei, Akechi Jurozaemon, Akechi Jyuemon, Tsumaki Kazue, Miyake Tobei, Fujita Dengo, Matsuda Tarozaemon y Hida Tatewaki a estas batallas, matando a 58 samuráis y más de 300 infantes no samuráis de Yoshiaki. Después del final de la batalla, Nobunaga tenía la intención de reparar la relación con Yoshiaki y entabló negociaciones de paz con él, aunque inmediatamente fracasaron justo antes de que concluyeran debido a la interferencia de Matsunaga Hisahide.
En 1574, tras el fin del shogunato Ashikaga, Mitsuhide ejerció como magistrado doble, evaluando los impuestos sobre las propiedades de los templos en Kioto y sus alrededores
En 1575, participó en el asedio del castillo de Takaya (高屋城の戦い) contra la coalición Miyoshi Yasunaga-Ikko Ikki, y luego en la batalla de Nagashino contra el clan Takeda. Después de eso, Nobunaga envió a Akechi Mitsuhide para tomar el control de la provincia de Tanba. Mitsuhide intentó la diplomacia y se ganó a varios de los señores locales más pequeños para su lado. Sin embargo, el clan Akai se mantuvo firme en su oposición, y Mitsuhide se vio obligado a sitiar el castillo de Kuroi durante dos meses en el invierno de 1575.  Según el "registro del clan Yoshikawa", aunque muchos de los señores locales de Tanba se han unido a la fuerza anti-Nobunaga, la mayoría de ellos mantienen su lealtad a Nobunaga y apoyan a Mitsuhide en esta campaña. Más tarde, se le otorgaron los títulos de la Corte de "Quinto Rango Junior (Inferior)" y "Gobernador de Hyūga", y el título honorario de "Koretō Hyūga-no-kami". En junio, Nobunaga le ordenó pacificar las provincias de Tamba y Tango. Durante esta campaña en Tanba, Mitsuhide cooperó con los señores locales como Obata Nagaaki del condado de Funai. Además, Kawakatsu Tsuguhisa de Imamiya, condado de Kuwata, también se había pasado al bando de Oda después de ser persuadido por Obata. En julio, Mitsuhide comenzó a atacar a los señores locales pro-Yoshiaki de Tanba, como Utsuno Yorishige, con la ayuda de Obata y Kawakatsu. Sin embargo, al mismo tiempo también ordenó por Nobunaga enviar refuerzos a Echizen y Tango, y abandonó el área. En agosto, Utsuno Yorishige atacó el castillo Umaji del clan Oda y el castillo Amarube Se dice que la razón de esta orden fue un jaque mate contra Akai Naomasa del condado de Hikami, que estaba llevando a cabo ataques al castillo Izushi y al castillo Takeda en Tajima, que eran el territorio del clan Yamana, mientras mostraba una actitud ambigua hacia el ataque de Nobunaga a Tanba. Más tarde, Mitsuhide regresó al castillo Sakamoto y en octubre comenzó un nuevo ataque a Tanba. Utsu Yorishige huyó sin luchar y Mitsuhide sitió el castillo de Kuroi, al que Akai Naomasa había regresado tras renunciar al ataque al castillo de Takeda. Más tarde, Mitsuhide construyó fortificaciones en al menos tres lugares distintos en su intento de sitiar y capturar el castillo de Kuroi.

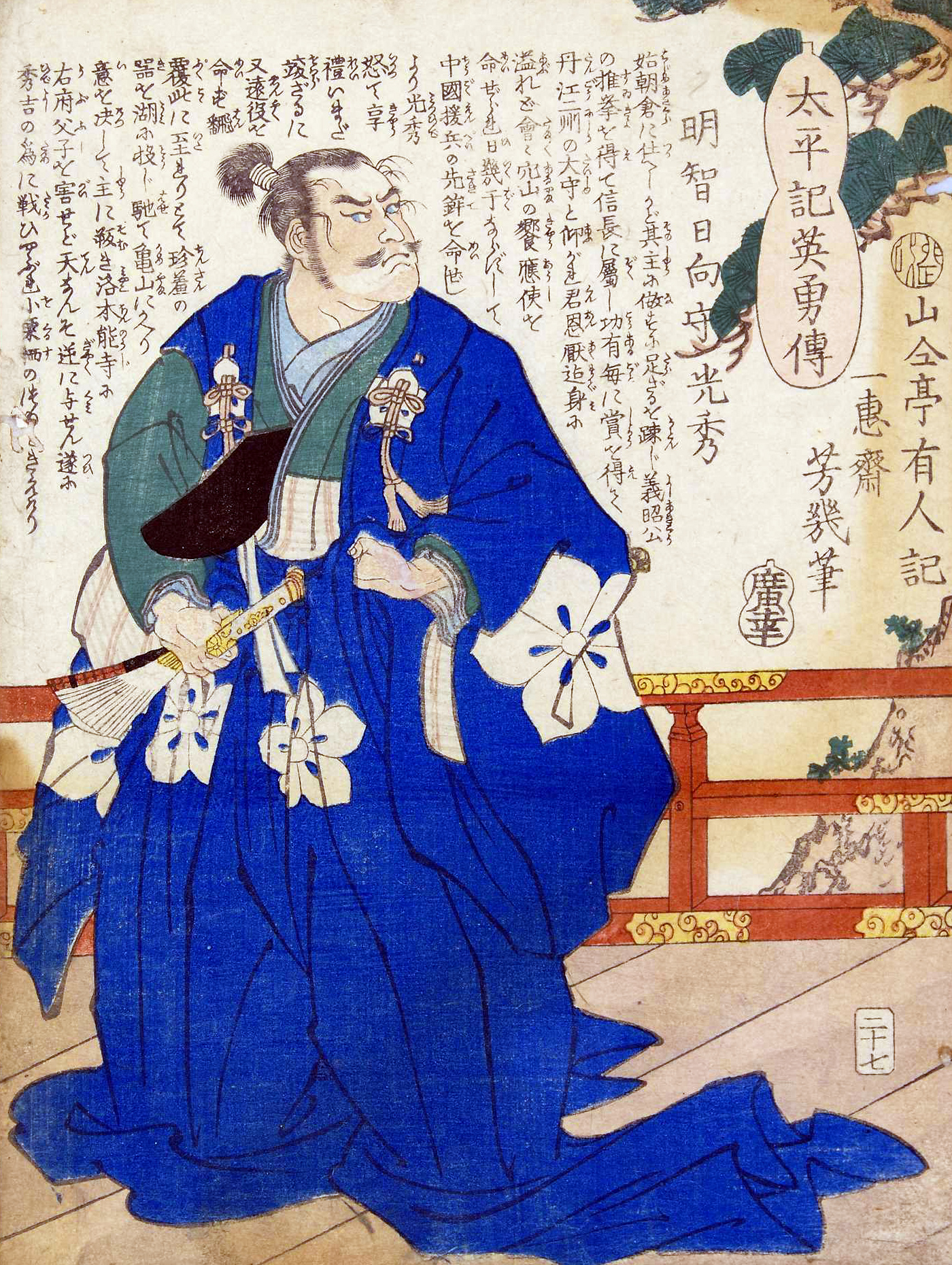
Samurai Akechi Mitsuhide

En enero de 1576, Akai Naomasa atacó repentinamente Mitsuhide, donde se enfrentaron en la batalla del castillo de Kuroi, obligando a Mitsuhide a retirar sus fuerzas. En abril, Naomasa y su pariente, Akai Tadai, se sometieron una vez más a Nobunaga Nobunaga, ya que temían las represalias del clan Oda, aunque se argumentó que era el papel de Mitsuhide negociar y convencerlos de que lo hicieran. Más tarde, ese mismo mes, durante la Guerra de Ishiyama Hongan-ji, Mitsuhide, Hosokawa Fujitaka, Harada Naomasa y Araki Murashige lideraron las fuerzas de Oda contra los Ikkō-ikki en la batalla de Tenno-ji. El 5 de mayo, Mitsuhide participó en una batalla en la que uno de sus generales, Hanawa Naomasa, murió en batalla. Mitsuhide fue acorralado por las fuerzas rebeldes Ikkō en el Fuerte Tenno-ji, hasta que fue relevado por la ayuda de Nobunaga. El 23 de mayo, Mitsuhide cayó enfermo debido al exceso de trabajo y tuvo que recuperarse durante un tiempo. Mientras tanto, en la provincia de Tanba, el clan Hatano bajo el mando de Hatano Hideharu, señor del castillo de Yakami, declaró la independencia y se volvió contra Nobunaga. La repentina insurrección de Hideharu tomó a Mitsuhide por sorpresa y derrotó a sus fuerzas. Durante esta batalla, Hyōdayū Horibe, que actuaba como Kagemusha (reemplazo) de Mitsuhide, fue asesinado.
En 1577, Mitsuhide, junto con Hosokawa Fujitaka y Tsutsui Junkei, lucharon bajo el mando de Oda Nobutada en el Sitio de Shigisan contra Matsunaga Hisahide, que se había rebelado contra Nobunaga. Más tarde, Mitsuhide participó en la batalla de Tedorigawa contra Uesugi Kenshin.
En 1578, dos años después de que el clan Hatano se rebelara, Nobunaga ordenó a Mitsuhide regresar a la provincia de Tanba y someterlos. Mitsuhide derrotó a varios clanes rebeldes aliados a los Hatano. Derrotó al clan Akai, liderado por Akai Naomasa, en el segundo asedio al castillo de Kuroi. En marzo, después de que Naomasa muriera de una enfermedad, Mitsuhide llevó a sus fuerzas a atacar el castillo de Sonobe y obligó al defensor, Araki Ujitsuna, a rendirse. Por esta exitosa campaña, Nobunaga le otorgó a Mitsuhide el castillo de Kameyama y la provincia de Tanba como feudo con ingresos de 550.000 koku. El 4 de junio, Mitsuhide fue enviado a la provincia de Harima como refuerzos para Hideyoshi, que estaba atacando al clan Mōri, donde participó en el asedio del castillo de Kamiyoshi. Sin embargo, en septiembre, estalló un gran levantamiento en la provincia de Tanba, e incluso el castillo de Umahori, que era un lugar clave para la defensa del castillo de Kameyama, fue ocupado temporalmente por los rebeldes. Mitsuhide regresó a Tanba en respuesta y recuperó el castillo. Más tarde, Mitsuhide sitió el castillo de Yakami, que estaba en manos de Hatano Hideharu. Sin embargo, como el castillo de Yakami era un castillo de montaña, era muy difícil de capturar. Mitsuhide decidió entonces una estrategia de sitiar el castillo de Yakami y comenzar operaciones separadas para someter a otra fortaleza subsidiaria que pertenecía a Hideharu una por una para aislar el castillo de Yakami. Mitsuhide primero cavó un foso alrededor del castillo de Yakami, construyó terraplenes y luego construyó muros y vallas encima. Al rodear completamente el castillo de Yakami, impidió que ingresaran suministros militares y municiones al castillo. Después de rodear completamente el castillo de Yakami de esta manera, comenzó a capturar las otras fortalezas.

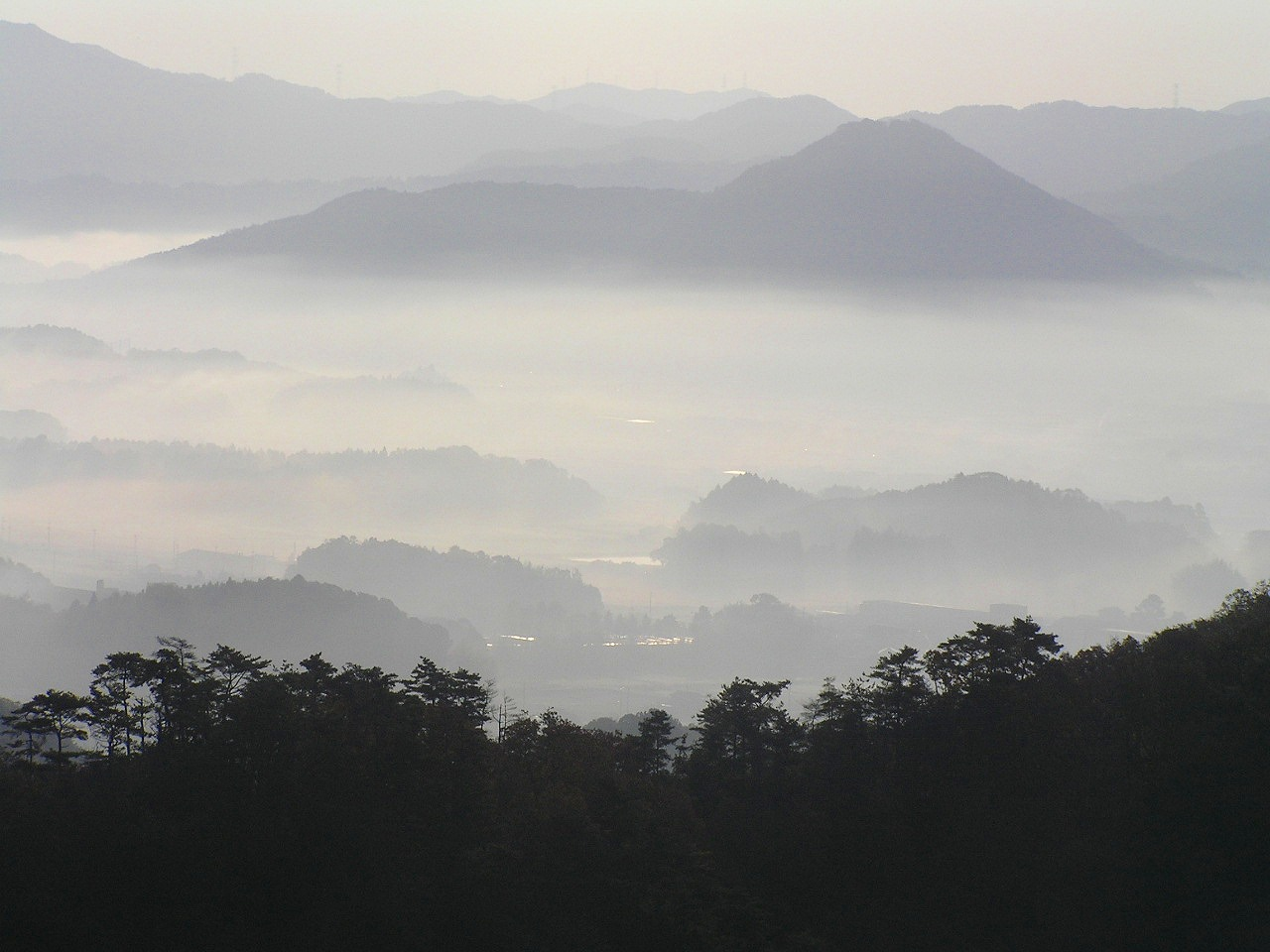
Ubicación de la montaña donde se encontraba el Castillo Yakami

En 1579, el conflicto del clan Oda contra Hatano Hideharu en la provincia de Tanba llegó a su etapa final. Sin embargo, en enero, las fuerzas de Hatano contraatacaron y Obata Nagaakira, uno de los pocos habitantes de Tanba que había apoyado constantemente al clan Oda, fue asesinado. Mitsuhide le dio al hijo superviviente de Nagaakira el apellido Akechi, y aunque permitió que el clan Obata nombrara un representante temporal, ordenó que el hijo de Nagaakira se convirtiera en el jefe de la familia después de que alcanzara la edad adulta. Más tarde, Mitsuhide asaltó y capturó el Castillo Kuroi, lo que provocó que Akai Naoyoshi, que tenía 9 años en ese momento, huyera del castillo. Después de que Tanba se pacificara, Mitsuhide distribuyó un feudo de 10.000 koku a Saitō Toshimitsu y lo nombró señor del Castillo Kuroi y gobernador del distrito de Hikami.
En 1580, Nobunaga destituyó a su comandante más importante, Sakuma Nobumori. Mitsuhide reemplazó a Nobumori en el mando y pasó a liderar la mayor fuerza en el área de Kinki (Kansai). Se decía a menudo que este movimiento estaba relacionado con el Incidente de Honnō-ji. 
En 1581, Nobunaga asignó a Mitsuhide la gestión del Kyōto ouma-zoroi ("Desfile de Caballos Montados de Kioto"), un desfile militar a gran escala que se celebraba al este del Palacio Imperial en Kioto.

### Incidente de Honnō-ji
En 1582, Nobunaga ordenó a Mitsuhide que marchara hacia el oeste para ayudar a Hashiba Hideyoshi, que en ese momento estaba luchando contra el clan Mōri. Ignorando sus órdenes, Mitsuhide reunió un ejército de 13.000 soldados y avanzó contra la posición de Nobunaga en Honnō-ji. El 21 de junio, Mitsuhide dijo: "¡El enemigo está en Honnō-ji!". Su ejército rodeó el templo y finalmente le prendió fuego. Oda Nobunaga murió durante la lucha o por su propia mano. El hijo de Nobunaga, Oda Nobutada, huyó de la escena, pero fue rodeado en el castillo de Nijō y asesinado. A pesar de no matar personalmente a Nobunaga, Mitsuhide se atribuyó la responsabilidad de su muerte.
La traición de Mitsuhide a los Oda conmocionó a la capital, y se vio obligado a actuar rápidamente para asegurar su posición. Mitsuhide saqueó el castillo de Azuchi para recompensar a sus hombres y mantener su lealtad.
Mitsuhide intentó hacer gestos de amistad a una corte imperial en pánico; también hizo muchos intentos de ganarse a los otros clanes, pero sin éxito.
Mientras tanto, Hosokawa Fujitaka, con quien estaba emparentado por matrimonio, rápidamente cortó lazos con él, así como con Tsutsui Junkei, quien se negó a ponerse del lado de Akechi y apoyó a medias a Hideyoshi.  Tetsuo Owada argumentó que el mayor error de Mitsuhide después de matar a Nobunaga fue que no pudo proporcionar la cabeza de Nobunaga o Nobutada como prueba, ya que sería contraproducente ya que muchos señores daimyo dudaron de su éxito, mientras que Hideyoshi logró hacer girar su propaganda de que Nobunaga todavía estaba vivo y escapó del intento de asesinato. Esto causó que la reputación de Mitsuhide se debilitara aún más ya que muchos comenzaron a dudar de su capacidad para matar a Nobunaga, mientras que la mayoría de los vasallos y aliados de Oda esperaban el regreso de Nobunaga antes que aceptar la invitación de Mitsuhide para unirse.

### Muerte
Mitsuhide había contado con que Toyotomi Hideyoshi estuviera ocupado luchando con los Mori y no pudiera responder al golpe de Estado de Mitsuhide. Sin embargo, al enterarse del asesinato de su señor, Hideyoshi firmó rápidamente un tratado de paz con los Mori y, junto con Tokugawa Ieyasu, se apresuró a ser el primero en vengar a Nobunaga. Hideyoshi marchó con su ejército a Settsu en cuatro días y tomó a Mitsuhide desprevenido. 
Mitsuhide no había podido obtener apoyo para su causa y su ejército se había reducido a 10.000 hombres. Sin embargo, Hideyoshi había ganado a antiguos sirvientes de Oda, incluidos Niwa Nagahide e Ikeda Tsuneoki, y tenía una fuerza de 20.000 hombres. El 2 de julio de 1582, las dos fuerzas se encontraron en la batalla de Yamazaki.
Mitsuhide tomó posición al sur del castillo Shōryūji, asegurando su flanco derecho junto al río Yodo y el izquierdo al pie del Tennozan de 270 metros. Hideyoshi inmediatamente aprovechó la ventaja asegurando las alturas del Tennōzan; su vanguardia maniobró entonces para enfrentarse a las fuerzas de Akechi a lo largo del río Enmyōji.
Las fuerzas de Mitsuhide intentaron, sin éxito, expulsar a Hideyoshi de Tennōzan. Ikeda Tsuneoki se movió para reforzar el flanco derecho de Hideyoshi, que pronto cruzó Enmyōji-gawa y giró hacia el flanco de Akechi. Simultáneamente, las fuerzas de Hideyoshi marcharon contra el frente de Akechi; esto inició una derrota, solo dos horas después de que la batalla hubiera comenzado.
Los hombres de Mitsuhide huyeron, con la excepción de los 200 hombres bajo el mando de Mimaki Kaneaki (御牧 兼顕), que atacaron y fueron destruidos por la fuerza mayor de Hideyoshi. Pronto, el pánico se apoderó del ejército de Akechi y el ejército de Hideyoshi los persiguió hasta Shōryūji, donde la guarnición se derrumbó. El líder de los bandidos Nakamura Chōbei mató más tarde a Mitsuhide mientras éste huía de la batalla.

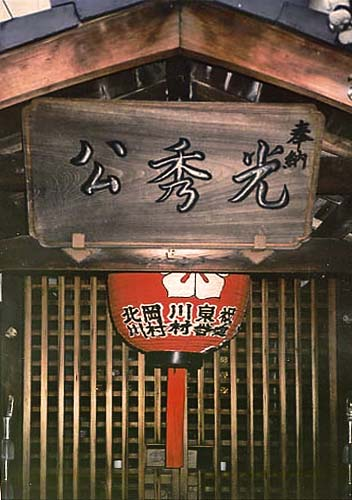
Tumba de Akeichi Mitsuhide en Kioto

## La familia Akechi
La línea de los Akechi encuentra sus orígenes en los Toki y de ahí a los Minamoto. De la misma manera en que Minamoto Yorimoto terminó con el clan Taira, Mitsuhide terminó con los Oda.

### Integrantes
- Akechi Mitsuyoshi (明智光慶?) – Hijo mayor
- Akechi Hidemitsu (明智秀満?) – Hijo adoptivo, ancestro de Sakamoto Ryōma
- Akechi Tama  (明智玉子?) - Hija
- Akechi Mitsuharu - primo

## Legado

### Espada Tensho Koshirae
El "Tensho Koshirae" se forjó por primera vez durante la era Azuchi-Momoyama y estaba destinado a ser una réplica de la espada de Akechi Mitsuhide. Estas katanas fueron hechas para uso práctico y, por lo tanto, tenían una filosofía de diseño simplista y el metal templado para ser fuerte y duradero. duradero. La familia Akechi pudo rastrear su herencia al clan Toki y de allí al clan Minamoto.

### Castillos construidos o reconstruidos por Mitsuhide
Mitsuhide era bien conocido como un maestro en la construcción de castillos y participó en la construcción de muchos castillos.
- Castillo Sakamoto, base principal del clan Akechi. (Residencia de Mitsuhide)
- Castillo de Fukuchiyama
- Castillo de Kameyama, en 2019, se construyó la estatua de Akechi Mistuhide en el castillo.[4]
- Castillo Shuzan
- Castillo de Kinzan
- Castillo Kuroi
- Castillo Shuchi
- Castillo de Usayama